# HackShield
HackShield 是為大型多人線上遊戲所发行的一款防破解軟體，被用于如楓之谷、爆爆王、瑪奇、夢幻龍族傳說等网络游戏中。Hackshield由韩国安全软件公司安博士研发。从2001年开始，韩国各游戏开发商陸續开始使用该软件，从 2005 年开始，美国部分游戏开发商也开始使用该套软件。

## 版本
HackShield 分 Basic、Plus、Pro For OnlineGame 3个不同版本，均提供記憶體修改、變速和除錯器防護等功能。Plus 和 Pro 則再提供傳輸資料和可执行文件加密等功能。

## 特点
AhnLab HackShield For Online Game 擁有軟體程序安全功能，但缺乏以硬體禁止其他玩家作弊的系統，如 PunkBuster。
另外 HackShield 的發佈形式並不是以可執行文件的方式發佈（如：nProtect GameGuard 的 "gamemon.des" 或 X-Trap 的 "xtrap.xt"），而是以 SDK 的形式來發佈。其主要組件為動態鏈接庫文件，只有 HackShield 的更新介面與錯誤回報介面才是可獨立執行文件。
HackShield 使用 rootkit 和安裝其设备驱动程序來執行。
當遊戲採用 HackShield 之後。在最近的作業系統，如 Windows 7 上，它可能會阻止使用者以相容性模式或其他功能的一部分來執行遊戲，來避免反作弊系統的檢測。

## 爭議
隨著外掛製作者對 HackShield 技術的了解不斷深入，同時由於該技術本身固有的一些弱點，一些外掛已經完全突破了 HackShield 對網絡遊戲的防護。 各種外掛，尤其脫機外掛仍然層出不窮，無法遏止，主要原因就是外掛製作者已經熟悉了 HackShield 所使用的核心技術，並積累了破解的經驗，因此不觸動實現理念和核心機制的小修小補無濟於事。
此外Linux、MacOS與BSD等用戶無法透過相容層執行被HackShield保護的軟體(即便是商業的CrossOver)。開源的Wine對HackShield的相容性仍為被舉為garbage(垃圾)級。
同時，HackShield 也有相當嚴重的相容性問題，一些與外掛無關的程式（例如一款作曲程式3ML Editor 2會被判定為外掛程式）。目前HackShield 已可以在Windows 8.1作業系統下正常運行。